# 山號
山號（日语：山号）是佛教寺院的稱號，例如「金龍山淺草寺」、「東叡山寛永寺」、「三緣山增上寺」等。

## 歷史
寺院名加上山號源於中國禪宗制度，所以，印度、泰國等地的南傳佛教、藏傳佛教的寺院無山號。鎌倉時代後期，伴隨禪宗在日本普及，五山十剎制度制定後，瑞龍山南禪寺、鎌倉五山的巨福山建長寺等禪宗寺院開始加上山號，之後也影響其他宗派。寺院以所在的山名為山號，也有以佛教用語為山號者。但是，寺院並不一定有山號，例如東大寺、法隆寺就無山號。

## 外部連結
- 阿弥陀寺＞山号
- お寺には、なぜ山号があるの? （页面存档备份，存于）